# Suchań
Suchań è un comune urbano-rurale polacco del distretto di Stargard Szczeciński, nel voivodato della Pomerania Occidentale.
Ricopre una superficie di 132,80 km² e nel 2005 contava 4 302 abitanti.